# Лісничівська сільська рада
Лісничі́вська сільська́ ра́да — адміністративно-територіальна одиниця та орган місцевого самоврядування в Балтському районі Одеської області. Адміністративний центр — село Лісничівка.

## Загальні відомості
- Територія ради: 39,57 км²
- Населення ради: 652 особи (станом на 2001 рік)

## Населені пункти
Сільській раді підпорядковані населені пункти:
- с. Лісничівка

## Населення
Згідно з переписом 1989 року населення сільської ради становило 653 особи, з яких 262 чоловіки та 391 жінка.
За переписом населення 2001 року в сільській раді мешкали 642 особи.

### Мова
Розподіл населення за рідною мовою за даними перепису 2001 року:
| Мова       | Відсоток |
| ---------- | -------- |
| українська | 90,8 %   |
| російська  | 4,91 %   |
| молдовська | 3,22 %   |
| білоруська | 0,15 %   |
| вірменська | 0,15 %   |

## Склад ради
Рада складається з 14 депутатів та голови.
- Голова ради: Левченко Михайло Петрович
- Секретар ради: Байрак Наталія Василівна

### Керівний склад попередніх скликань
| Прізвище, ім'я, по батькові | Основні відомості                                                 | Дата обрання | Дата звільнення |
| --------------------------- | ----------------------------------------------------------------- | ------------ | --------------- |
| Хатенко Анатолій Вікторович | Сільський голова, 1962 року народження, освіта вища, безпартійний | 26.03.2006   | 31.10.2010      |
| Хатенко Анатолій Вікторович | Сільський голова, 1962 року народження, освіта вища, безпартійний | 31.10.2010   | 20.09.2013      |
| Левченко Михайло Петрович   | Сільський голова, 1974 року народження, освіта вища, безпартійний | 25.05.2014   |                 |

Примітка: таблиця складена за даними сайту Верховної Ради України

### Депутати
За результатами місцевих виборів 2010 року:
- Кількість мандатів: 14
- Кількість мандатів, отриманих за результатами виборів: 13
- Кількість мандатів, що залишаються вакантними: 1

#### За суб'єктами висування
| Суб'єкт висування                                       | Кількість обраних депутатів | %    |
| ------------------------------------------------------- | --------------------------- | ---- |
| Партія регіонів                                         | 10                          | 76,9 |
| Народна партія                                          | 2                           | 15,4 |
| Політична партія Всеукраїнське об'єднання «Батьківщина» | 1                           | 7,7  |

#### За округами
| № округу                                                | Прізвище, ім'я, по батькові    | Дата визнання обраним | Освіта             | Партійна приналежність | Відомості про обраного депутата             |
| ------------------------------------------------------- | ------------------------------ | --------------------- | ------------------ | ---------------------- | ------------------------------------------- |
| Народна Партія                                          |                                |                       |                    |                        |                                             |
| 5                                                       | Серпутько Любов Петрівна       | 01.11.2010            | середня            | позапартійна           | сільський магазин, продавець                |
| 6                                                       | Станіславська Ірина Миколаївна | 01.11.2010            | середня            | позапартійна           | сільський магазин, продавець                |
| Партія регіонів                                         |                                |                       |                    |                        |                                             |
| 1                                                       | Кіхаян Спиридон Сергійович     | 01.11.2010            | середня спеціальна | член Партії регіонів   | тимчасово не працює                         |
| 2                                                       | Остапенко Олексій Сергійович   | 01.11.2010            | вища               | позапартійний          | ПСП «Перемога», завгосп                     |
| 3                                                       | Байрак Наталія Василівна       | 01.11.2010            | вища               | позапартійна           | Ліснічівська сільська рада, секретар        |
| 4                                                       | Шахновський Ігор Васильович    | 01.11.2010            | середня            | член Партії регіонів   | Ліснічівський будинок культури, директор    |
| 7                                                       | Малий Анатолій Якович          | 01.11.2010            | середня            | позапартійний          | ПСП «Перемога», завтоком                    |
| 9                                                       | Талавіра Наталія Михайлівна    | 01.11.2010            | вища               | позапартійна           | ПСП «Перемога», бухгалтер                   |
| 10                                                      | Кашубович Марія Танасіївна     | 01.11.2010            | вища               | позапартійна           | тимчасово не працює                         |
| 11                                                      | Сервачук Василь Володимирович  | 01.11.2010            | середня            | позапартійний          | ПСП «Перемога», головний інженер            |
| 12                                                      | Азілевич Микола Автономович    | 01.11.2010            | середня            | позапартійний          | ТОВ «Хлібна нива», водій                    |
| 13                                                      | Демков Костянтин Костянтинович | 01.11.2010            | вища               | член Партії регіонів   | Лісничівська загальноосвітня школа, вчитель |
| Політична партія Всеукраїнське об'єднання «Батьківщина» |                                |                       |                    |                        |                                             |
| 8                                                       | Осьмьоркіна Інна Едуардівна    | 01.11.2010            | вища               | позапартійна           | Лісничівська загальноосвітня школа, завгосп |